# Municipio de Council
El municipio de Council (en inglés: Council Township) es un municipio ubicado en el condado de Lee en el estado estadounidense de Arkansas. En el año 2010 tenía una población de 27 habitantes y una densidad poblacional de 0,25 personas por km².

## Geografía
El municipio de Council se encuentra ubicado en las coordenadas 34°49′24″N 90°29′6″O / 34.82333, -90.48500. Según la Oficina del Censo de los Estados Unidos, el municipio tiene una superficie total de 108.32 km², de la cual 96,01 km² corresponden a tierra firme y (11,36 %) 12,3 km² es agua.

## Demografía
Según el censo de 2010, había 27 personas residiendo en el municipio de Council. La densidad de población era de 0,25 hab./km². De los 27 habitantes, el municipio de Council estaba compuesto por el 77,78 % blancos, el 22,22 % eran afroamericanos. Del total de la población el 11,11 % eran hispanos o latinos de cualquier raza.